# 德舒特国家森林
德舒特国家森林（英語：Deschutes National Forest）是一座美国国家森林，地处俄勒冈州中部的德舒特縣、克拉馬斯縣、萊克縣和傑佛遜縣，面积1.8 × 106英畝（7,300平方），位于喀斯喀特山脉东侧。1908年，德舒特国家森林被从喀斯喀特藍山山脈和弗里蒙特国家森林独立出来，单独成立。